# Wilhelm Buße

Wilhelm Buße

Wilhelm Buße, auch Busse, (* 20. März 1878 in Berlin; † 9. Dezember 1965 in Kiel) war ein deutscher Konteradmiral im Zweiten Weltkrieg sowie Politiker (NSDAP).

## Leben
Nach dem Schulbesuch trat Buße am 7. April 1896 als Kadett in die Kaiserliche Marine ein. Er absolvierte seine Grundausbildung auf den Schulschiffen Stein und Nixe und kam dann an die Marineschule. Zu Beginn des Ersten Weltkriegs war Buße zunächst 1. Admiralstabsoffizier im Stab der Mittelmeerdivision, wurde am 22. März 1913 Korvettenkapitän und wurde am 5. November 1914 zu dessen Chef ernannt. Ab 1. April 1915 bis 3. Juni 1917 war er zugleich Chef des Admiralstabs der Osmanischen Marine. In dieser Zeit war er zudem Bevollmächtigter Admiralstabsoffizier bei der IV. und VI. osmanischen Armee, Führer des deutschen Irak-Detachements und Chef der Flussflottille Euphrat und Tigris. Vom 15. November 1916 bis 24. Mai 1917 fungierte er zusätzlich als Bevollmächtigter Admiralstabsoffizier beim Armeeoberkommando von Mackensen und Führer der bulgarischen Seestreitkräfte. Es folgte dann am 25. Mai 1917 seine Abberufung zurück nach Deutschland, wo man ihn als Dezernent im Admiralstab der Marine einsetzte.
Nach Kriegsende gehörte er zunächst als Mitglied der Deutschen Waffenstillstandskommission an. Nach der Beendigung war Buße noch vom 7. März 1919 bis 29. August 1920 Mitglied der Marinefriedenskommission. Hier wurde er am 21. Januar 1920 Fregattenkapitän.
Er begann sich dann als Freikorpskämpfer in den Kreisen der extremen politischen Rechten zu betätigen. Zum 1. Dezember 1930 trat er der NSDAP bei (Mitgliedsnummer 389.464). Als dienstältester NSDAP-Funktionär im Reichsarbeitsdienst (RAD) wurde er 1934 zum Präsidenten des Rechtshofes des RAD ernannt. In dieser Funktion kandidierte er bei der Reichstagswahl am 29. März 1936 auf Listenplatz Nr. 156 für die NSDAP, wurde allerdings nicht gewählt.
Am 19. Juli 1939 wurde Buße als Kapitän zur See (Beförderung bereits am 8. März 1920) zur Verfügung der Kriegsmarine gestellt, erhielt am 1. Juni 1940 den Charakter als Konteradmiral verliehen und leitete ab Ende Juli 1941 den „Reichsbund Deutscher Seegeltung“. Er trat am 27. November 1941 im Nachrückverfahren für den im Mai 1941 ausgeschiedenen Rudolf Heß als Abgeordneter in den nationalsozialistischen Reichstag ein, dem er bis zum Ende der NS-Herrschaft angehörte. 1943 bekleidete er den Rang eines Obergeneralarbeitsführers, am 1. September 1944 folgte seine Beförderung zum Konteradmiral z.V. Mit dem Tag der bedingungslosen Kapitulation der Wehrmacht befand sich Buße in Kriegsgefangenschaft, aus der er am 18. April 1947 entlassen wurde.

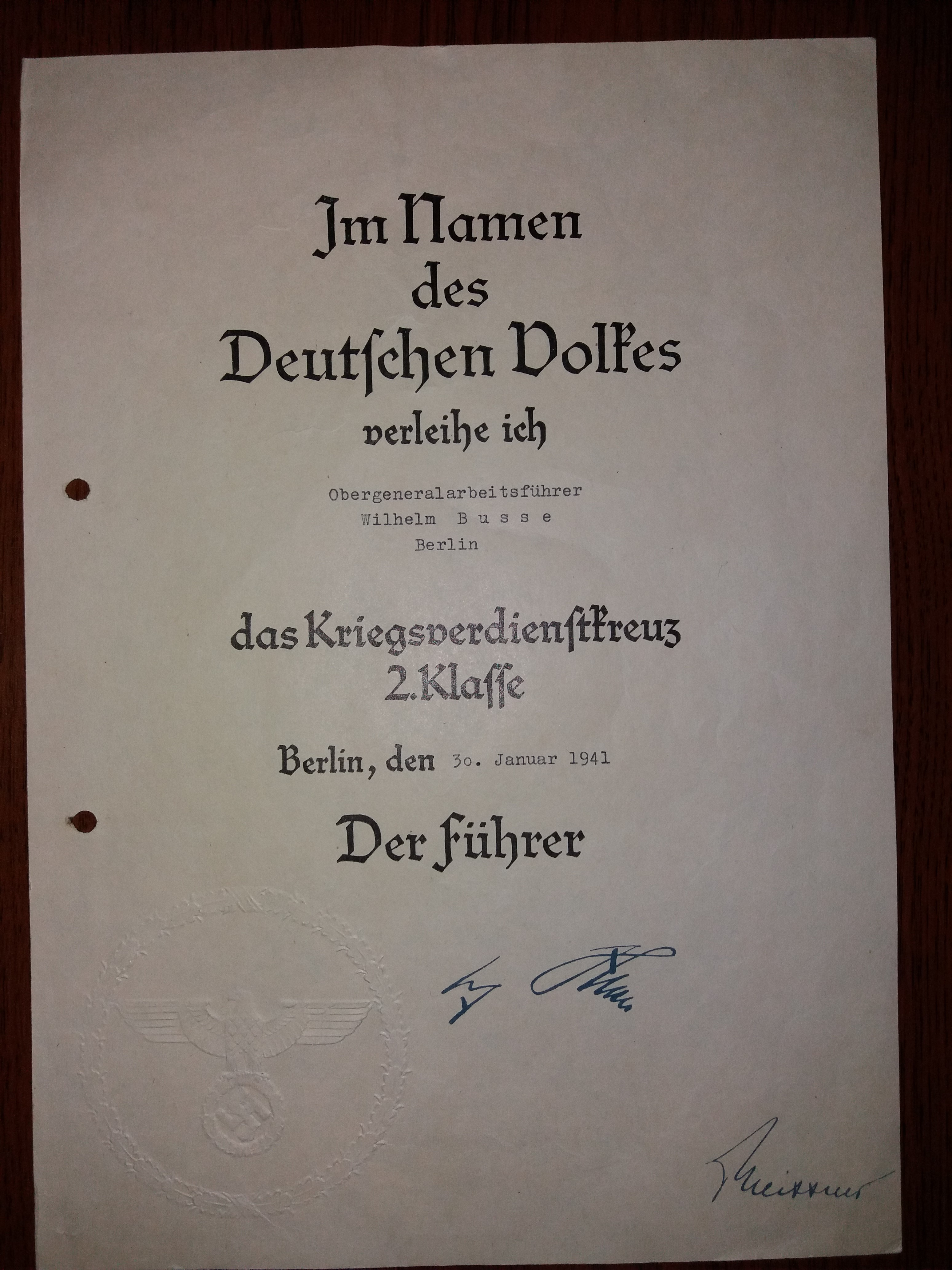

## Auszeichnungen
- Roter Adlerorden IV. Klasse[2]
- Offizierskreuz des Ritterordens der Hl. Mauritius und Lazarus[2]
- Russischer Orden der Heiligen Anna III. Klasse[2]
- Osmanje-Orden IV. Klasse[2]
- Eisernes Kreuz (1914) II. und I. Klasse
- Ritterkreuz des Königlichen Hausordens von Hohenzollern mit Schwertern
- Kriegsverdienstkreuz 2. Klasse (30. Januar 1941)